# Forteresse San Salvador de la Punta
La forteresse San Salvador de la Punta (nom complet : El castillo de San Salvador de La Punta) est un fort qui défend le côté ouest de l'entrée de la baie de La Havane, au nord de la ville cubaine de La Havane.

## Histoire
La forteresse de la Punta, tout comme le fort El Morro situé en face, a été conçue pour protéger l'entrée de la Baie de La Havane, devenue une entrée importante et stratégique vers le port depuis la fondation de la ville. Les incursions de corsaires dans la région nécessitèrent de créer en 1559, des vigies à La Punta.
En 1582, le roi Philippe II, convaincu qu'il fallut renforcer la défense de ses colonies, ordonna la création d'un système de forteresse dans plusieurs endroits d'Amérique dont le centre se situait à La Havane.
Pour accomplir la tâche, Juan de Tejeda a été nommé gouverneur de l'île, en raison de son expertise en matière de fortifications. Il confia à l'ingénieur italien Juan Bautista Antonelli, considéré comme le professionnel le plus renommé en la matière, de mener à bien ce projet à Cuba. Les travaux débutèrent en 1590 et ont progressé lentement. En 1595, un ouragan endommagea gravement la forteresse avec des murs plus épais qu'ils ne l'étaient auparavant. En 1602, le retard dans la construction fut tel qu'Antonelli décida de faire de la forteresse une réserve de 10 à 12 pièces d'artillerie. Au fil des années, ce chiffre fut ramené à 3 bastions.
En 1630, la courte distance séparant les forteresses de La Punta et El Morro incita les autorités à tendre une lourde chaîne de cuivre entre les deux bastions pour fermer l'entrée de la baie. Cette chaîne est représentée sur certaines gravures de cette époque.
En 1762, à la suite des combats lors de l'expédition britannique contre Cuba, la supériorité anglaise a porté eut raisons de toutes les forteresses. Les rideaux de sécurité et les bastions de La Punta furent détruits lors de l'invasion. À cette époque, une chaîne se ramifiant dans plusieurs directions et tenue par de lourdes poutres de bois a été posée. Ses extrémités étaient liées à des armes à feu à La Punta et El Morro. Certains fragments de cette pièce sont encore visible.
Plus tard, les Espagnols redevenus maîtres à Cuba, un nouveau gouverneur arriva. Il fit réparer et élargir le système de fortification de la ville. Au XIXe siècle, certains changements furent effectués, tels l'aménagement de quatre esplanades destinées accueillir un nombre correspondant de pièces d'artillerie.
En 1851, les Espagnols exécutèrent la plupart des prisonniers de La Punta, y compris l'aventurier vénézuélien Narciso López après une tentative échouée de libérer Cuba qui a causé un outrage aux États-Unis.
En 1997, San Salvador de la Punta fait l'objet d'un intense travail de restauration mené par l'Office Historique de la Ville.